# رودخانه دیل
رودخانه دیل (به انگلیسی: Dill (river)) رودخانه‌ای است که در آلمان جریان دارد.